# Phantoms of Future
Phantoms of Future war eine deutsche Rockband.

## Geschichte
Gegründet wurden die Phantoms of Future 1986 in Dortmund. Die Gründungsmitglieder waren Sir Hannes Smith alias Hans-Jörg Schmidt (Gesang), der mit der Punk-Band The Idiots die größte Bekanntheit mitbrachte, Dörfel (Bass), Harald Uri (Schlagzeug) und Dirk „Dr. Krid“ Schwarzer (Gitarre). Ein erstes Tape mit vier Liedern wurde 1987 aufgenommen und auf Anhieb 500 mal verkauft. Außerdem setzte sich die sich auf Extravaganzen versteigende Gruppe beim „Prinz-Ruhrgebiets-Wettbewerb“ gegen 350 konkurrierende Bands durch.
1990 wechselten zwei Mitglieder der Band und Paul „Eysenhauer“ Schrewe (auch: „Paul E.“) übernahm den Bass und Olaf Bolte das Schlagzeug. Eine erste Vinylplatte und CD namens Cruel Times wurde ebenfalls 1990 in Hildesheim produziert. Es folgten noch drei weitere Alben: Loco Poco im September 1991 sowie Chapter 3 - the Trance Album ganz früh und This Flight Tonight ganz spät im Jahr 1993. 1995 wurde ein Vertrag mit dem Major Sony Music unterschrieben und der deutsche Produzent Siggi Bemm (Woodhouse Studio, Hagen, u. a. Peter Maffay und Udo Lindenberg), wurde auf die Band aufmerksam. Es gab eine intensive und kreative Zusammenarbeit, die auf zwei erfolgreichen Alben (Call of the Wild und Chimera) zu hören ist.
Als weiteres Mitglied kam Ted Lachmann in die Band und bediente die Keyboards. 1995 chartete die Band und es gab in den folgenden drei Jahren viele TV-Beiträge u. a. bei VIVA. Die zwei Musikvideos von Crackin’ Up und Caught by Fire wurden veröffentlicht. Während der Aufnahmen zu Chimera wurde eine Single mit dem damaligen BVB-Spieler Lars Ricken aufgenommen (Mary Jane). Die Single wurde als limitierte Ausgabe herausgebracht. 1998 trennte sich die Band von Siggi Bemm und produzierte in Eigenregie bis 2000 noch die Alben Tie Me Up, Live in Concert und Inside/Outside. Auf Tie Me Up befindet sich das dem Öko-Aktivisten und Greenpeace-Mitgründer Paul Watson huldigende Sea Warrior mit einem von dessen Freundin gesprochenen Intro. In Form von Benefizkonzerten half man auch finanziell, denn bei den Auseinandersetzungen auf See wurde Watsons Schiff mehrfach schwer beschädigt. Für Ted Lachmann kam 1999 aus der Techno/Industrial-Szene Stephan Voigt als Keyboarder in die Band. Über 13 Jahre tourten die Phantoms of Future durch Deutschland, die Beneluxländer und die Schweiz. Sie absolvierten durchschnittlich 100 Konzerte im Jahr, 1996 waren 23 Open-Air-Auftritte darunter. Auch unter dem Aspekt der Fannähe taten sie sich hervor, indem sie Fan-Conventions veranstalteten. 2001 trennte sich die Band und verabschiedete sich mit einem ausverkauften zweitägigen Konzert in der damaligen Dortmunder Live Station.

## Stil

### Musik
Die Musik der Anfangsjahre war sehr experimentell und eine Mischung aus Punk, New Wave und Rock. Sie entwickelte sich zu einer eigenständigen Form mit Elementen aus Punk, Rock, Metal und experimentellen Einflüssen.
Das Osnabrücker Stadtblatt lobte die „exzentrischen Stilwechsel, die ein Markenzeichen der Phantoms sind. Pop, Rock, Punk, Heavy-Metal und Chanson gehen ineinander über, getragen von der Sir Hannes Smith Ausnahmestimme und angefeuert von der fundamental agierenden Rhythmusgruppe um den brillant agierenden Gitarristen Dr. Krid.“
Von einem Markenzeichen sprach auch das Zillo: „[…] Hannes fremdartiger und gewöhnungsbedürftiger Nicht-Gesang, der ein Gegengewicht zur Arbeit seiner Mitstreiter legt, sich aber schnell als Markenzeichen entpuppt.“
Die Rock Hard Enzyklopädie über die musikalische Entwicklung: „Im instrumentalen Bereich an alte Post-Punk-Heroen wie Killing Joke angelehnt, ist der mächtige Psycho-Gesang von Hannes allerdings zunächst etwas gewöhnungsbedürftig.“ Die Melange aus „Punk. Gitarrenrock und Heavy Metal“ werde ebenso wie der durch Gesangsstunden verbesserte Gesang zunehmend perfektioniert und Chanson und Psychedelic träten „auf ungewohnte Weise“ hinzu. Der Produkt-Manager bei Sony Music erklärte den Phantoms-Stil so: „Für mich lassen sich die Phantoms of Future, wenn überhaupt mit jemandem, dann mit der Schweriner Band Das Auge Gottes vergleichen. Sie haben einen eigenwilligen Sound und sind sehr spröde. Bei anderen Gruppen kann man immer Vorbilder […] heraushören. Die Phantoms of Future jedoch bieten eine schwer greifbare Mixtur.“
Über das Debütalbum hieß es in EB/Metronom: „Ungewöhnliche Musik, keine Frage, dauernder Wechsel zwischen New Wave, Sixties, Punk und Jazz, eingepackt in einen düsteren Grundsound.“ Fast genauso sah es das Zillo, indem es „Wave, Punk, Folk und Jazz“ als Komponenten angab. Die Band wurde als „die wilden Hunde des Wave-Rock“ tituliert.
In der Poco-Loco-Rezension stellte das Magazin fest: „Den Phantoms-Sound prägt eine verhallte, mit Choruseffekten beladene Gitarre, deren melancholische Harmonie immer wieder von Punk- und Hardrockfragmenten durchbrochen wird.“ Des Sängers „wundersame vokalistische Eskapaden“ sorgten „für wohlige Überraschungen“, während die Mitmusiker diese „Querulanzen in einen kompakt, glatt, mächtig schnörkellos und einheitlich produzierten Wave-Rock-Sound“ kleideten.
Bezüglich des Nachfolgewerkes meinte das Sub Line, dass sich die markige Indie-Rock-Attitüde im Laufe der Abspieldauer verbrauche. Gesang, Gitarren und Texte seien zwar nach wie vor rau und der Geist Faith No Mores greifbar, könnten aber nach 20 Minuten nicht mehr fesseln. Dennoch sei die Band ihrer Konkurrenz weit voraus. Einige Ausgaben später gab der Deine-Lakaien-Sänger Alexander Veljanov sein Urteil ab. Er empfand das Gehörte als gesanglich heterogen, musikalisch als „eine ganz eigene Mischung aus Folk und englischem Wave“ und in der Summe als „ungewöhnlich, gewagt, interessant […] also ziemlich gut“. Für den Musikexpress war es dagegen „brachiale Metal-Allerweltskost, solange das Tempo nicht zurückgenommen wird.“ Gelungen seien nämlich nur die „ohne vordergründige Effekte“ auskommenden „ruhige[n] fiebrig gespannte[n] Stücke“.
Mit Tie Me Up hätten sich die Phantoms laut Holger Stratmann im Rock Hard „endgültig aus allen Heavy/Punk/Rock-Schubladen“ verabschiedet. Dass es für den unvorbereiteten Hörer „unausgegoren und hektisch“ klinge, liege an den schlagartig montierten Grooves, Akkorden, Effekten, dem überbordenden Ideenreichtum generell, die erst eine Gewöhnung erforderlich machten.
Was Stratmann noch vertiefenswert empfand, missfiel seinem Kollegen Marcus Schleutermann beim darauffolgenden Album Inside/Outside: „Statt eine gute Idee entsprechend auszuarbeiten, wenden sich die Phantoms direkt der nächsten zu, wodurch die Stücke größtenteils überladen wirken und einen unfertigen Collagen-artigen Eindruck hinterlassen. Dem hohen eigenen Anspruch der Avantgarde-Band werden zudem einige dreist-offensichtliche Parallelen wie z. B. das Mustaine-Riff in Love Machine nicht gerecht.“
„Unsere Musik ist anspruchsvoll, hat einen eigenen Stil, der alle Richtungen wie z. B. Punk, Heavy, Reggae, Oper und Operette und dergleichen genügend berücksichtigt“, sagten sie über sich selbst.

### Auftritte
Die wechselnde Kostümierung in jahrmarktsähnlichem Treiben, durchzogen von roboterhaften, theatralischen oder psychedelischen Anflügen des außerhalb der Bühne oft provokativen Sängers sei laut Rock Hard Enzyklopädie in Deutschland kein zweites Mal anzutreffen.
Thomas Guntermann beschrieb im Zillo einen Auftritt im Jahr 1991: „Es faucht und zischt, ein Scheppern, Rasseln und Tackern liegt in der Luft. Plötzlich sprühen Funken von der gegenüberliegenden Seite der Bühne. Sänger Sir Hannes Smith tritt wie ein Geist aus dem Nichts in den flackernden Schein des gleißenden und unnatürlichen Lichts. Aus seinem weiß geschminkten Gesicht erheben sich nur die dunklen Konturen der Augen, darüber schwebt ein Hut. Die gebeugte Gestalt ist von einem hellen Mantel umhüllt. Die Band gibt Gas. Ein straighter Uptempo-Rhythmus wird von einem undefinierbaren, röhrenden Schnarren ergänzt, was sich später als Entenlockflöte erweist. Während sich der Club gänzlich in Nebel hüllt, bahnt sich Sir Hannes seinen Weg durch die Menge zur Bühne.“

## Diskografie

### Alben
- 1990: Cruel Times (Sucker Records)
- 1991: Loco Poco (Sucker Records)
- 1993: Chapter 3 - the Trance Album (Gusch Records)
- 1993: This Flight Tonight (Gusch Records)
- 1995: Call of the Wild (Epic/Sony Music)
- 1996: Chimera (Columbia/Sony Music)
- 1998: Tie Me Up (Terra Zone)
- 1999: Live in Concert '99 (Eigenproduktion)
- 2000: Inside/Outside (B.M.M. Records)

### Demos, Singles und EPs
- 1989: Phantoms of Future Vol. 1 (Demo, Idiots Rec)
- 1990: Phantoms of Future Vol. 2 (Demo, Idiots Rec)
- 1991: Around the World (Single, Sucker Records)
- 1992: Voices (Single, Gusch Records)
- 1995: Crackin’ Up (Vinyl-Maxi-Single, Epic/Sony Music)
- 1995: Jack in the Box (Single, Epic/Sony Music)
- 1995: Sun (Single, Epic/Sony Music)
- 1996: Caught by Fire (EP, Columbia/Sony Music)
- 1997: She’s Cold (Internet-Single)
- 1998: The Fly (Promo-Maxi-CD, Terra Zone)